# Waldrohrbach

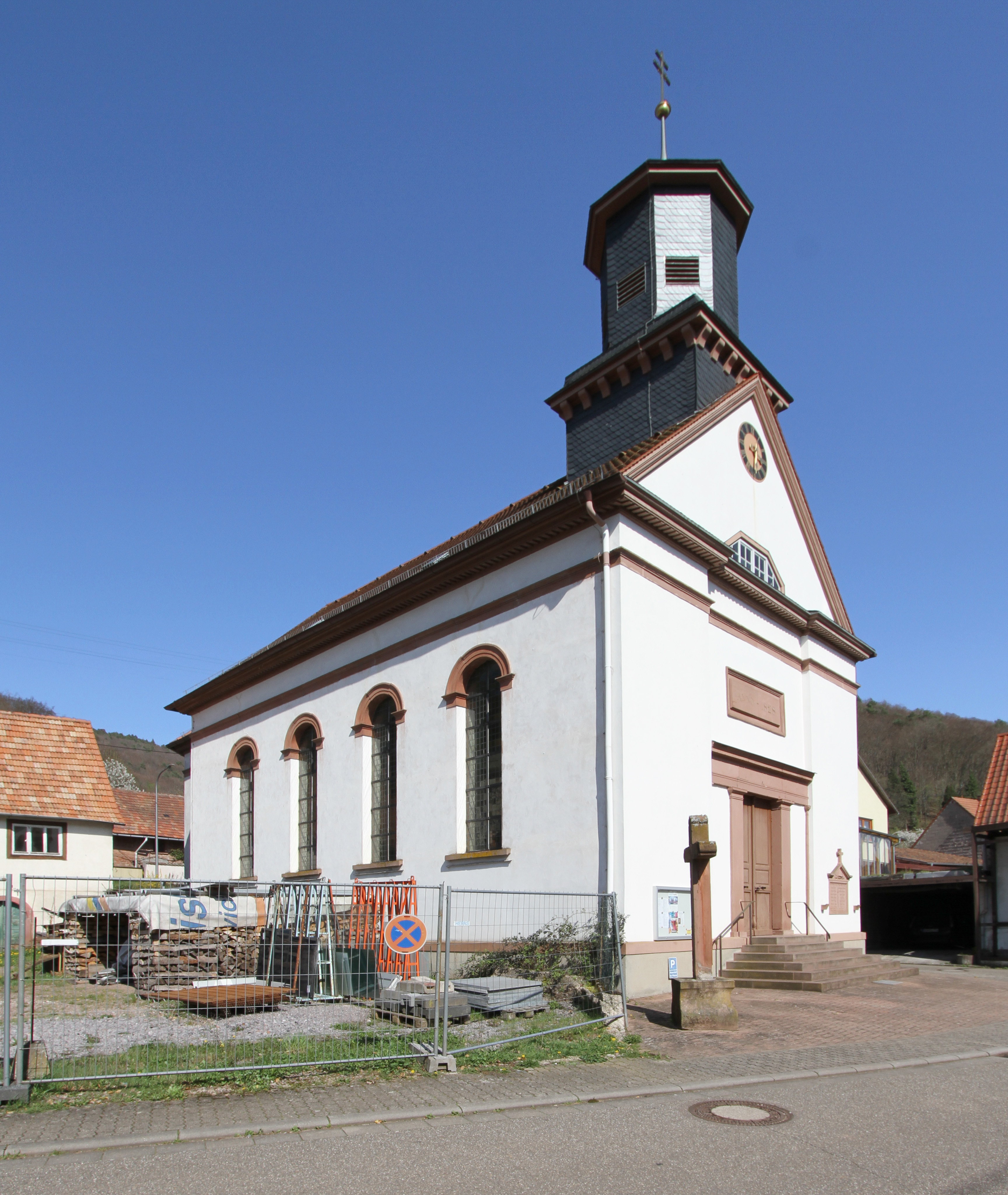
Denkmalgeschützte Kirche St. Ägidius in Waldrohrbach

Waldrohrbach ist eine Ortsgemeinde im Landkreis Südliche Weinstraße in Rheinland-Pfalz. Sie gehört der Verbandsgemeinde Annweiler am Trifels an, innerhalb derer sie gemessen an der Einwohnerzahl die drittkleinste Ortsgemeinde darstellt.

## Geographie

### Lage
Der Ort liegt im Wasgau, wie der Südteil des Pfälzerwaldes auch genannt wird, innerhalb des Annweiler Felsenlands, das zum Dahn-Annweiler Felsenland gehört. Nachbargemeinden sind – im Uhrzeigersinn – Annweiler am Trifels, Ilbesheim bei Landau in der Pfalz (Exklave), Waldhambach, Münchweiler am Klingbach, Silz, Gossersweiler-Stein und Völkersweiler.

### Erhebungen
Der Ort liegt am Fuße des Rehbergs, dem mit (577 m ü. NHN) höchsten Berg im deutschen Teil des Wasgaus. Weitere Erhebungen auf der Gemarkung von Waldrohrbach neben dem Rehberg sind der Kleine Hahnstein (451 m ü. NHN), der Große Hahnstein (411 m ü. NHN), die Lebersteine (391 m ü. NHN), der Kahle Knopf (368 m ü. NHN), der Bichelberg (338 m ü. NHN), die Försthöhe (334 m ü. NHN) und die Brandhöhe (319 m ü. NHN).

### Gewässer
Die Gemeinde wird vom Kaiserbach, einem linken Nebenfluss des Klingbach, von Westnordwest nach Ostsüdost durchflossen. Innerhalb von Waldrohrbach nimmt er mehrere Zuflüsse auf. Der Bach von der B 48 bildet größtenteils die Gemarkungsgrenze zu Völkersweiler. Auf gesamter Länge innerhalb der Gemarkung der Gemeinde befinden sich der Assenthalbach und der etwa ein Kilometer lange Heimbach, ersterer ist ein linker und letzterer ein rechter Zufluss des Kaiserbach, der am südöstlichen Siedlungsrand in diesen mündet. Der Bach vom Rohrbacher Tal bildet für ein kurzes Stück vor seiner Mündung in den Kaiserbach die Grenze zu Waldhambach. Im Nordwesten des Gemeindegebiets befindet sich zudem die Rehbergquelle.

## Geschichte
Im 13. Jahrhundert stand die Gemeinde unter der Hoheit des Leininger Grafen Emich IV. Bis Ende des 18. Jahrhunderts gehörte Waldrohrbach zur Herrschaft Madenburg.
Von 1798 bis 1814, als die Pfalz Teil der Französischen Republik (bis 1804) und anschließend Teil des Napoleonischen Kaiserreichs war, war die Gemeinde in den Kanton Landau eingegliedert. 1814 wechselte sie in den Kanton Annweiler. Ein Jahr später wurde sie Österreich zugeschlagen. Bereits ein Jahr später wechselte der Ort wie die gesamte Pfalz in das Königreich Bayern. Von 1818 bis 1862 gehörte die „Wald-Rohrbach“ – so die damalige Schreibweise – dem Landkommissariat Bergzabern an; aus diesem ging das Bezirksamt Bergzabern hervor.
Ab 1939 war der Ort Bestandteil des Landkreises Bergzabern. Nach dem Zweiten Weltkrieg wurde Waldrohrbach innerhalb der französischen Besatzungszone Teil des damals neu gebildeten Landes Rheinland-Pfalz. Im Zuge der ersten rheinland-pfälzischen Verwaltungsreform wechselte der Ort am 7. Juni 1969 in den neu geschaffenen Landkreis Landau-Bad Bergzabern, der 1978 in Landkreis Südliche Weinstraße umbenannt wurde. 1972 wurde Waldrohrbach der ebenfalls neu gebildeten Verbandsgemeinde Annweiler am Trifels zugeordnet.

## Bevölkerung

### Religion
Die Katholiken gehören zum Bistum Speyer und unterstehen dort dem Dekanat Landau, die Evangelischen zur Protestantischen Landeskirche Pfalz. Vor Ort befindet sich außerdem eine Lourdesgrotte.

### Einwohnerentwicklung
Die Entwicklung der Einwohnerzahl von Waldrohrbach, die Werte von 1871 bis 1987 beruhen auf Volkszählungen:
| Jahr | Einwohner |
| 1814 | 235       |
| 1835 | 277       |
| 1871 | 264       |
| 1905 | 295       |
| 1939 | 350       |
| 1950 | 360       |

| Jahr | Einwohner |
| 1961 | 379       |
| 1970 | 406       |
| 1987 | 362       |
| 1997 | 373       |
| 2005 | 409       |
| 2023 | 440       |

## Politik
Bei Bundestagswahlen gehört die Gemeinde seit 1965 zum Wahlkreis Südpfalz (bis 1983: Wahlkreis Landau), davor bis 1961 zum Wahlkreis Zweibrücken. Bei Landtagswahlen war Gossersweiler-Stein von 1991 bis 2011 Bestandteil des Wahlkreises Südliche Weinstraße. 2016 wurde sie vorübergehend dem Wahlkreis Pirmasens zugeschlagen, ab 2021 gehört sie erneut zum Wahlkreis Südliche Weinstraße.

### Gemeinderat
Der Gemeinderat in Waldrohrbach besteht aus acht Ratsmitgliedern, die bei der Kommunalwahl am 9. Juni 2024 in einer Mehrheitswahl gewählt wurden, und dem ehrenamtlichen Ortsbürgermeister als Vorsitzendem.

### Bürgermeister
Thomas Wick (CDU) wurde am 20. August 2019 Ortsbürgermeister von Waldrohrbach. Bei der Direktwahl am 26. Mai 2019 war er mit einem Stimmenanteil von 57,41 % gewählt worden. Da bei der Direktwahl am 9. Juni 2024 kein gültiger Wahlvorschlag eingereicht wurde, oblag die Neuwahl des Bürgermeisters gemäß rheinland-pfälzischer Gemeindeordnung dem Rat. Dieser bestätigte auf seiner konstituierenden Sitzung am 26. August 2024 mehrheitlich Thomas Wick für weitere fünf Jahre in seinem Amt.
Wicks Vorgänger Werner Kempf hatte das Amt 20 Jahre ausgeübt.

### Wappen
| Wappen von Waldrohrbach | Blasonierung: „Durch einen silbernen Schrägwellenbalken von Blau und Grün geteilt, oben links unter einem schwebenden gleichschenkeligen angetatzten silbernen Kreuz eine silberne Lilie, unten rechts unter einer bewurzelten goldenen Tanne ein goldenes Schilfrohr.“ |
| Wappen von Waldrohrbach | |

## Kultur

### Kulturdenkmäler

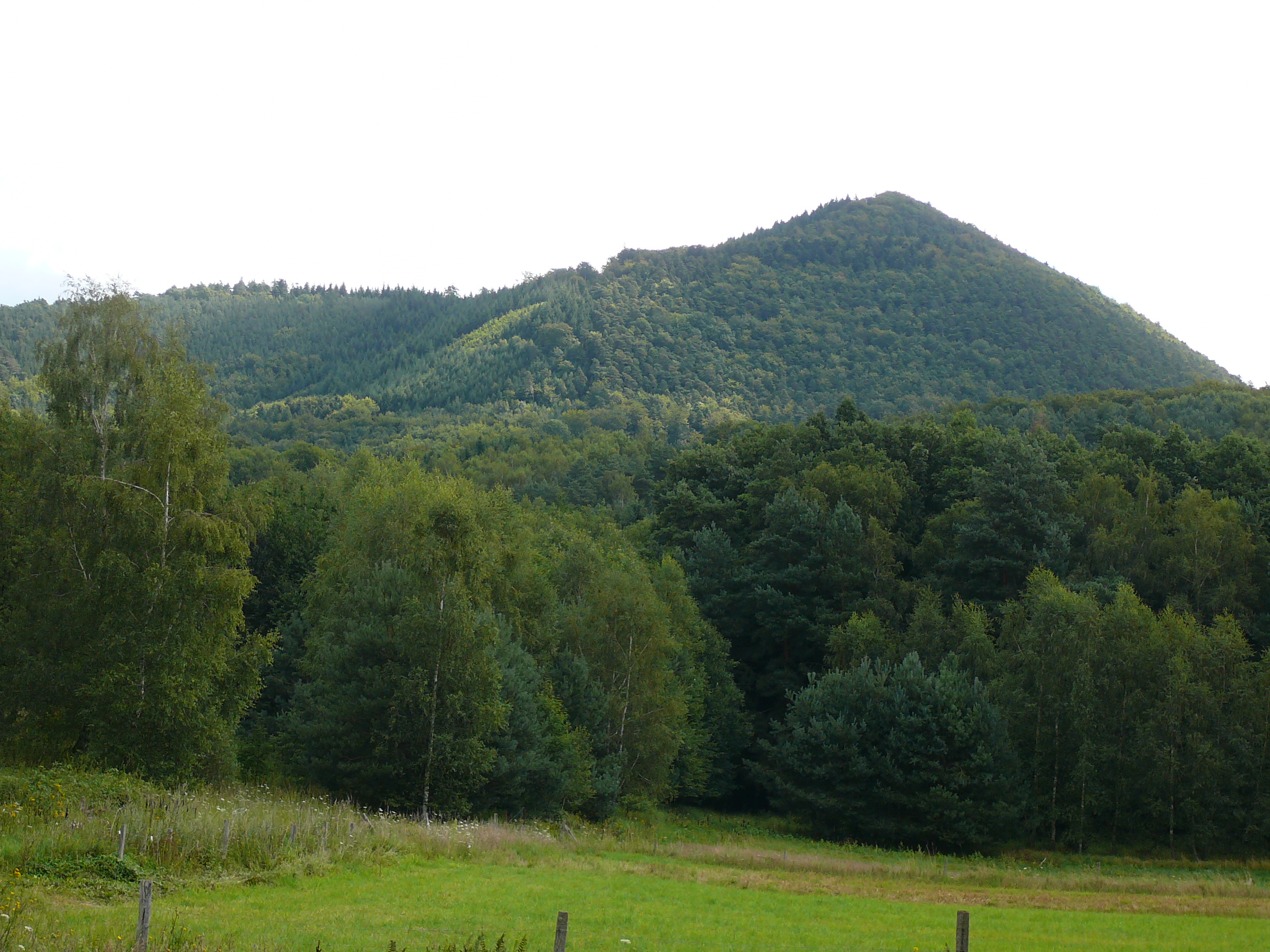
Rehberg, höchste Erhebung innerhalb von Waldrohrbach

Vor Ort befinden sich mit dem Rehbergturm, der örtlichen katholischen Kirche St. Ägidius, vier Kreuzen – davon drei Fünfwundenkreuzen – und einem Kilometerstein insgesamt sieben Objekte, die unter Denkmalschutz stehen.

### Natur
Die Ortsgemeinde liegt im Naturpark Pfälzerwald, der wiederum zum Biosphärenreservat Pfälzerwald-Vosges du Nord gehört. Auf Gemarkung von Waldrohrbach befinden sich insgesamt drei Naturdenkmale. Darüber hinaus ist die Gemeinde Bestandteil des Klettergebiets Südpfalz.

## Wirtschaft und Infrastruktur

### Wirtschaft
Aufgrund der geographischen Gegebenheiten dominierte vor Ort jahrhundertelang die Forst- und Holzwirtschaft. Die örtlichen Waldgebiete unterstehen dem Forstamt Annweiler.

### Infrastruktur
Zudem existieren vor Ort ein Friedhof, ein Dorfgemeinschaftshaus und ein Feuerwehrhaus.

### Organisation
Die Gemeinde gehört zum Gerichtsbezirk des Amtsgerichts Landau in der Pfalz, davor bis 1966 zum Gerichtsbezirk Annweiler und zum Einzugsgebiet der Grundschule Gossersweiler-Stein.

### Verkehr
Die Hauptstraße von Waldrohrbach ist die Bundesstraße 48, die von Bingen am Rhein nach Bad Bergzabern verläuft. Die Kreisstraße 2, die von der Annweilerer Kernstadt zur Burg Trifels führt, verläuft teilweise über die Gemarkung von Waldrohrbach.
Nächstgelegener Bahnhof ist Annweiler am Trifels an der Bahnstrecke Landau–Rohrbach. Seit 1996 ist die Gemeinde Bestandteil des Verkehrsverbundes Rhein-Neckar (VRN). Sie ist über die von der Queichtal Nahverkehrsgesellschaft (QNV) betriebene Buslinie 524, die vom Pfalzklinikum über Waldhambach und Annweiler bis nach Albersweiler führt, an das Nahverkehrsnetz angeschlossen. Die nächstgelegene Autobahnanschlussstelle ist Rohrbach an der A 65. Waldrohrbach selbst liegt im Verkehrsverbund Rhein-Neckar; für Fahrten Richtung Karlsruhe gilt jedoch der Tarif des Karlsruher Verkehrsverbundes.

### Tourismus

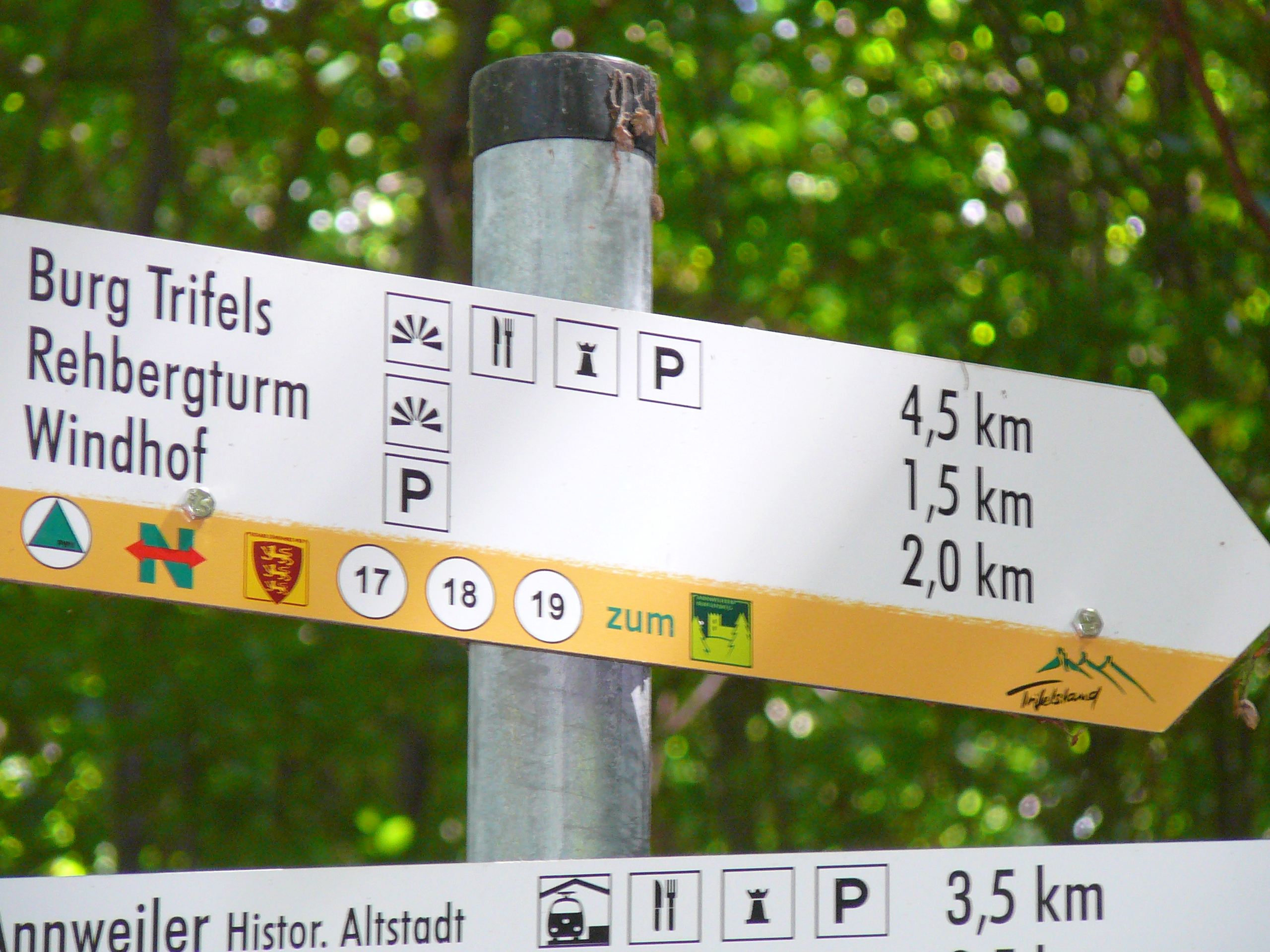
Wegweiser mit markierten Wanderwegen im Norden der Gemeindegemarkung

Durch die Gemeinde verläuft ein Wanderweg, der mit einem weiß-blauen Balken markiert ist. Durch den Nordwesten der Gemarkung verlaufen für ein kurzes Stück der mit einem blauen Balken markierte Fernwanderweg Staudernheim–Soultz-sous-Forêts und durch den Norden der mit der Markierung grünes Dreieck auf weißem Grund versehene August-Becker-Wanderweg sowie der Richard-Löwenherz-Weg.

## Persönlichkeiten
- Johannes Kriebitzsch (1857–1938), Glasmaler, bemalte 1894 die Gläser der örtlichen Kirche